# 紀元前823年
紀元前823年（きげんぜん823ねん）は、西暦による年。

## 他の紀年法
- 干支 : 戊寅
- 中国
  - 周 - 宣王5年
  - 魯 - 武公3年
  - 斉 - 厲公2年
  - 晋 - 釐侯18年
  - 秦 - 秦仲22年
  - 楚 - 熊相5年
  - 宋 - 恵公8年
  - 衛 - 釐侯32年
  - 陳 - 釐公9年
  - 蔡 - 夷侯15年
  - 曹 - 戴伯3年
  - 燕 - 釐侯4年
- 朝鮮
  - 檀紀1511年
- ユダヤ暦 : 2938年 - 2939年
- アッシリア暦 : 3928年
- 人類紀元 : 9178年

## できごと
- 獫狁が周を攻め、涇水の北岸に到達した。周の尹吉甫が反攻し、太原までいたった。

## 死去
- 晋の釐侯